# Capitainerie d'Alagoas
La Capitainerie d'Alagoas était l'une des divisions administratives du Brésil à l'époque coloniale. Elle fut créée le 16 septembre 1817, par démembrement de la capitainerie de Pernambouc. 
Le 28 février de 1821, elle devint une province qui formera plus tard l'État actuel d'Alagoas lors de la proclamation de la République Brésilienne en 1889.